# ام‌نت (شبکه تلویزیونی)
ام‌نت (انگلیسی: Mnet، سرواژه‌ی Music Network) یک شبکه تلویزیون پولی موسیقی با مالکیت سی‌جی ئی اند ام یکی از زیرمجموعه‌های سی‌جی ئی‌ان‌ام، بخشی از گروه سی‌جی است.